# Serpocaulon acuminatum
Serpocaulon acuminatum är en stensöteväxtart som först beskrevs av Fée, och fick sitt nu gällande namn av Maarten J.M. Christenhusz. Serpocaulon acuminatum ingår i släktet Serpocaulon och familjen Polypodiaceae. Inga underarter finns listade.